# NGC 453
NGC 453 је тројна звезда у сазвежђу Рибе која се налази на NGC листи објеката дубоког неба.
Деклинација објекта је + 33° 0' 53" а ректасцензија 1h 16m 17,3s. Привидна величина (магнитуда) објекта NGC 453 износи 13,5.